# Canòdrom de la Meridiana
El Canòdrom de la Meridiana és un edifici situat al carrer de Concepción Arenal, 165-185, cantonada amb el de la Riera d'Horta, 3-31, al barri d'el Congrés i els Indians de Barcelona, catalogat com a bé amb elements d'interès (categoria C).

## Història
Va ser projectat l'any 1962 per Antoni Bonet i Josep Puig, i construït entre aquesta data i 1963, amb un llenguatge coherent i propi del Moviment Modern. Va obrir les portes l'any 1964, tancant-les l'any 2006, essent el darrer canòdrom d'Espanya en funcionament. Prop de 700 llebrers s'estaven en unes gosseres de Santa Coloma de Gramenet i una seixantena participaven en les curses.
L'any 2010, l'edifici va passar a mans municipals i l'espai de la pista es va urbanitzar com a parc públic. El 2016, el nou equipament es va presentar com a Canòdrom, Parc de Recerca Creativa, un connector entre empreses creatives i creadors.
Des de novembre del 2020, hi ha l'Ateneu d'Innovació Digital i Democràtica, que es centra en la promoció, foment i formació en tecnologies obertes, democràcia i feminismes.
L'any 2024 va ser inaugurada la reforma de la pista de curses. Ara l’espai és una zona enjardinada on es promouen nous usos per als veïns.

## Descripció
Originàriament era un espai dedicat a les apostes i curses de llebrers que ocupava la totalitat de l'illa entre els carrers de Concepción Arenal, Riera d'Horta, Pardo i Ignasi de Ros. Al costat nord es troba l'edifici principal i a la resta se situava l'allargada pista de curses amb els extrems en semicercle.
L'edifici principal és lleuger, de línies senzilles i estructura vista. La seva planta és lenticular i molt transparent, el que li dona un aspecte aeronàutic similar al de les ales dels avions. Les plantes són concèntriques, però tenen un petit desfasament de dos metres. És molt dinàmic per la seva estructura audaç i lleugera. Aquest tractament lleuger es veu reforçat pels materials usats en la construcció: biguetes de secció triangular i calades, coberta amb Viroterm, fusteries metàl·liques tipus Mondragon, laminats metàl·lics en els elements de serralleria o paviments de formigó rentat.
El volum, format per dues plantes paraboloides, se sustenta amb pilars d'acer. La planta baixa es dedicava als espais de servei (caneres, lavabos, oficines, etc.). Va plantejar-se com una extensió de l'espai públic, sobre pilotis. El sostre d'aquesta planta té unes grades al centre i terrasses als costats amb bona visibilitat. La llosa de la coberta, juntament amb les estructures de pales, tenen la funció de protegir del sol a la manera de brise-soleil. A la planta alta, se situava la zona d'apostes i el bar, amb un gran espai de circulació que s'obre a la pista per mitjà de grades en voladís, protegides per un brise-soleil de formigó.
Els forjats són de formigó, les grades de formigó prefabricat i el pla de la coberta es resol amb un aglomerat autoportant amb tela asfàltica acabat amb un àrid. A la façana posterior uns tensors verticals lliguen la estructura al sostre inferior per evitar el balanceig de la coberta. Els acabats són d'una gran cruesa, laminats metàl·lics, paviments de formigó rentat, panells d'aglomerat natural, estucs blancs i ceràmica vidriada en tons marró i groc.

## Galeria

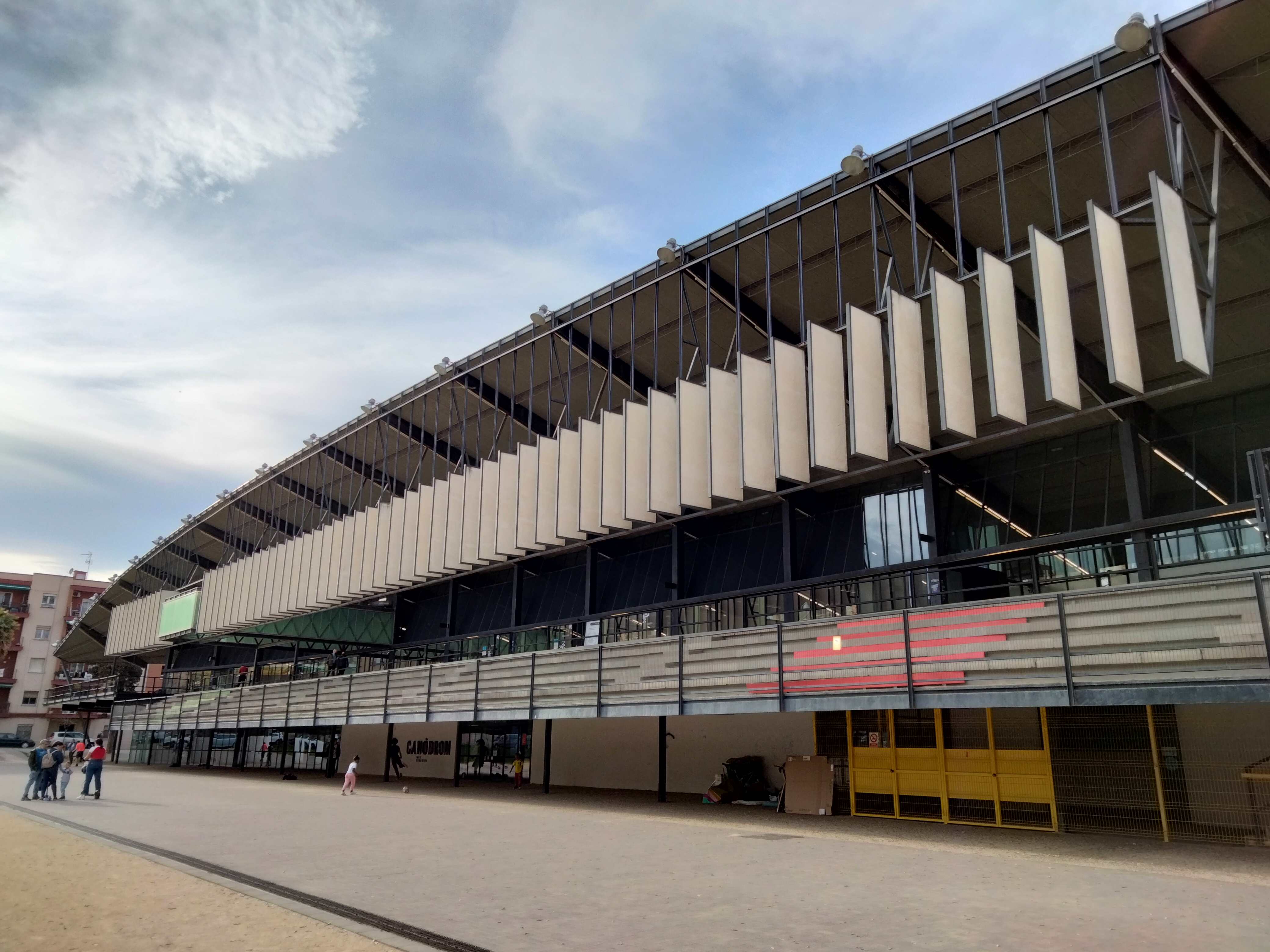
Vista des de l'est
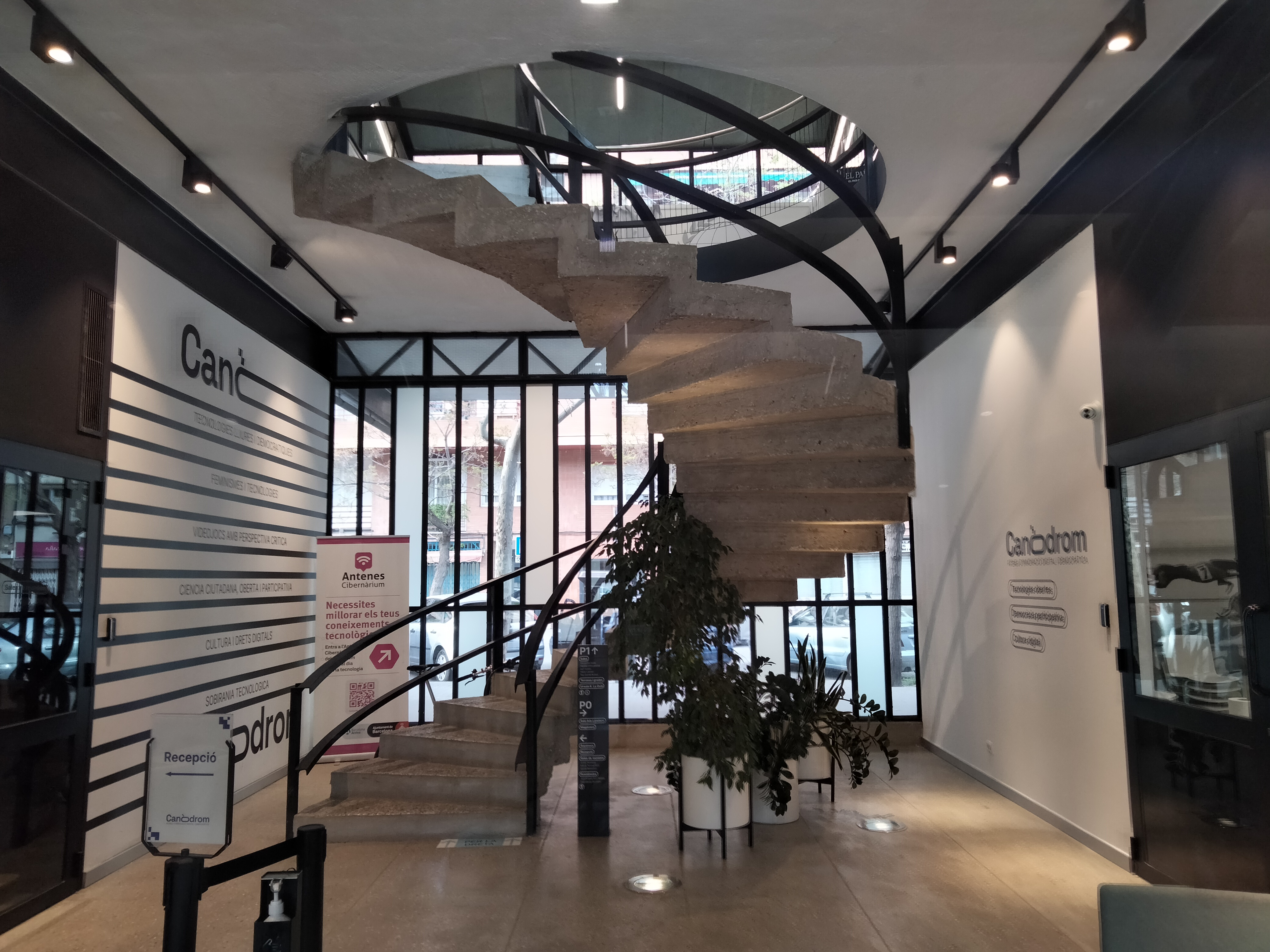
Interior
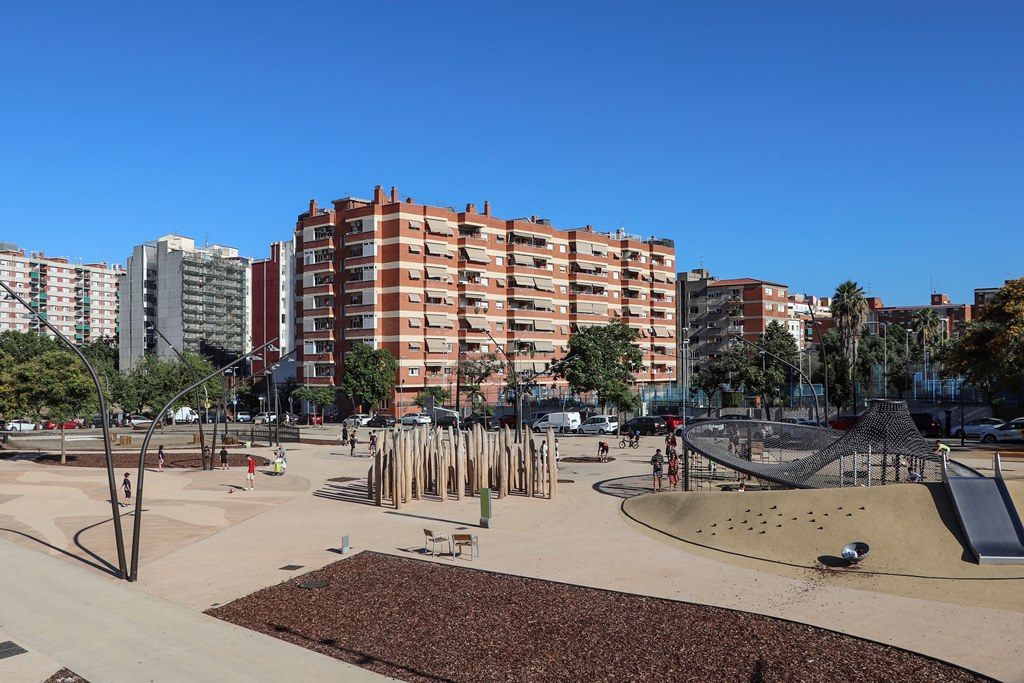
La nova plaça del Canòdrom